# سفارة فنلندا في بولندا
سفارة فنلندا في بولندا هي أرفع تمثيل دبلوماسي لدولة فنلندا لدى بولندا. تقع السفارة في وارسو وهي تهدف لتعزيز المصالح الفنلندية في بولندا.

## وصلات خارجية
- الموقع الرسمي
- قائمة سفارات فنلندا
- قائمة السفارات في بولندا